# Bassam Frangié
 (octobre 2016).
Bassam Frangié (en arabe : بسام فرنجيه), né en 1950 au Liban, est un auteur palestinien. Il est surtout connu pour ses innovations pédagogiques dans l'étude de la langue arabe, ainsi que ses traductions de l'arabe moderne des poètes et des romanciers. Il donne aussi des conférences sur la société et la culture du monde arabe .Frangié est également professeur de langue arabe.

## Biographie
Bassam Frangié  naît dans un camp de réfugiés au Liban en 1950. Sa famille, des Palestiniens qui possédaient une plantation d'orangers à Jaffa, y avait été déplacé en raison des conflits liés à la création de l'État d'Israël. Sa famille est de loin liée à la famille Frangié du Liban, y compris l'ancien président libanais, Michel Soleiman Frangié, mais l'arbre généalogique de la famille palestinienne Frangié diverge de l'arbre de la famille libanaise de plusieurs générations. 
En 1976, il obtient un B. A. à l'université de Damas, en Syrie. Il y a gagne une renommée en tant que champion de boxe et joueur professionnel de football. 
Il fréquenta ensuite l'école d'études supérieures aux États-Unis, et obtint un doctorat de littérature arabe à l'Université de Georgetown en 1987. Après avoir reçu son doctorat, il enseigna l'arabe à Georgetown pendant plusieurs années avant d'accepter un poste à l'Université Yale. Après sa démission  en 2007, Frangié rejoignit le Claremont McKenna College en Californie, où il fut professeur d'arabe à temps plein et chef du département d'arabe pour les cinq collèges de Claremont, tout en écrivant de nouveaux livres arabes. Il est le chef du département des études sur le Moyen-Orient.
Une ancienne notable que Bassam a supervisé était Catherine Blakelock, qui est devenu un officier de l'armée dans l'État de New York avec le 1-258 FA (en).

### Ouvrages
- Arabe pour la vie : un manuel pour le début de l'arabe (2011)
- Anthologie de la littérature arabe, de la culture et de la pensée (2005)
- An introduction to modern Arab culture (2019) Cognella Ed.  (ISBN 978-1-5165-2629-1)

### Traductions
- La Grue (à paraître), à partir de Ṭā ir al-Ḥawm par Ḥalīm Barakāt
- Soleil Sur Une Journée Nuageuse (1997), de al-Shams fī Yawm Ghā naim par Ḥanna Mīna
- Arabe Poèmes d'Amour (1993), recueil de poèmes choisis par Nizār Qabbānī